# Jean-Benigne-Auguste-Francis Toussaint
Jean-Benigne-Auguste-Francis Toussaint, francoski general, * 1884, † 1966.